# Fabio Colonna
Fabio Colonna (Napoli, 1567 – Napoli, 25 luglio 1640) è stato un naturalista e botanico italiano.

## Biografia

Stemma della famiglia Colonna

Era il figlio di Girolamo Colonna, antiquario e filologo, editore dei frammenti del poeta latino Ennio. Studiò giovanissimo latino e greco, quindi si laureò in giurisprudenza all'università di Napoli nel 1589. A causa di problemi di salute, in quanto affetto da epilessia, fu costretto ad abbandonare l'attività in campo giuridico e si dedicò a studi eruditi su testi antichi di medicina, quindi di botanica e di storia naturale.
Negli anni dal 1606 ed il 1616, Fabio Colonna effettuò una serie di indagini sui fossili, riuscendo a mettere in risalto la natura organica di questi elementi.
In seguito alla pubblicazione dei suoi primi lavori di argomento botanico, quali il De purpura, raggiunse tra i naturalisti una tale notorietà da essere accolto tra i primi iscritti all'Accademia dei Lincei di Roma, aperta da Federico Cesi nel 1603. La sua attività presso i Lincei, anche in veste di consigliere e procuratore, fu particolarmente intensa negli anni seguenti. In particolare, oltre a varie pubblicazione scientifiche, curò la stesura dell'Apiario e del Tesoro Messicano, pubblicati dai Lincei rispettivamente nel 1625 e nel 1628.
Successivamente Colonna intensificò i suoi studi sia nell'infinitamente grande, grazie all'invenzione dei telescopi, sia nell'infinitamente piccolo, sfruttando i nuovi microscopi.
Nel 1625 realizzò due tavole, l'Apiarium e la Melissographia, aventi come campo di indagine le api.
Si occupò altresì di musica: ideò uno strumento, il pentecontachordon, dotato di 50 corde, nel quale l'ottava è suddivisa in 17 parti e il tono in 3.

## Opere
- Φυτοβασανος sive plantarum aliquot historia (Φυτοβασανος, Phytobasanos, cioè "tortura delle piante"), pubblicata a Napoli nel 1592.[3]
- Minus cognitarum […]
  - Minus cognitarum rariorumque nostro coelo orientium stirpium εκφρασις [sic], 1616 — Eκφρασις è ekphrasis.
  - Minus cognitarum stirpium pars altera, 1616. Seconda parte. P. 85: Erucæ rutaceæ, eiusque chrysalidis & papilionis observatio.
- Ekphrasis altera, pubblicata a Roma nel 1616, corredata da centocinquantasei tavole disegnate dallo stesso autore e con due appendici: il De Purpura e il De glossopetris dissertatio,  in cui disserta sulle glossopetre dimostrandone l'origine animale.
- Purpura, 1616, sulla porpora.
- La sambuca lincea, ovvero dell'istromento musico perfetto, edita a Napoli nel 1618, in cui si descrive la costruzione del pentecontachordon.
- « De glossopetris ». In: De corporibus marinis lapidescentibus quae defossa reperiuntur, auctore Augustino Scilla — Addita dissertatione Fabii Columnae De glossopetris, Roma, 1747.